# Chris Roberts (videojuegos)
Chris Roberts (Redwood City, California, el 27 de mayo de 1968) es un desarrollador, diseñador y programador de videojuegos. También se ha desempeñado como productor de cine. Es más conocido por haber creado la serie de videojuegos Wing Commander mientras trabajaba para Origin Systems.
Actualmente se encuentra a la cabeza de Cloud Imperium Games Corporation, con la cual se encuentra desarrollando el ambicioso simulador espacial para Microsoft Windows, Star Citizen.

## Biografía
Roberts nació en California, pero se crio en Mánchester, Inglaterra. Comenzó a desarrollar videojuegos desde temprana edad, creando varios de estos para la BBC Micro en su adolescencia.

### Origin Systems
Roberts regresó a los Estados Unidos en 1986. Poco después fue contratado por Origin Systems, donde creó Times of Lore, un juego de 1988. La interfaz del juego tuvo una fuerte influencia sobre otros productos de Origin como la pouplar serie Ultima. El siguiente juego de Roberts, Bad Blood, también utilizó un sistema de juego similar.
Wing Commander fue publicado en 1990 y fue recibido muy positivamente por la crítica y el público en general. Wing Commander (y la saga que surgió de él) se convirtió rápidamente en el producto más exitoso de Origin, incluso eclipsando a la serie Ultima. Roberts también participó en la secuela, Wing Commander II, pero no al mismo nivel que el juego original. En cambio, se concentró en la producción de Strike Commander. El proyecto fue presentado por primera vez en el CES de 1991, pero luego de varios retrasos, el juego no fue lanzado sino hasta 1993. Regresó a la saga de Wing Commander poco después, creando el concepto original del spin-off Wing Commander: Privateer (el cual fue producido por su hermano, Erin Roberts) y estuvo mucho más involucrado en las secuelas Wing Commander III y Wing Commander IV. Para estas secuelas, Roberts dirigió las escenas de acción cinemática.
Siguiendo las tradiciones de Origin Systems, la residencia de Chris Roberts en las afueras de Austin, Texas, fue llamada "Rancho del Comandante" (Commander's Ranch en inglés), una referencia a la serie Wing Commander que él había creado.

### Digital Anvil
Roberts dejó Origin en 1996 y fundó Digital Anvil junto al Gerente Nacional de Ventas para PC de EA, Marten Gerald Davies, el productor de Origin, Tony Zurovec, y su hermano, Erin Roberts. El nuevo estudio se instaló en Austin y durante varios años trabajo en silencio, logrando firmar un acuerdo de distribución con Microsoft en 1997.
Robert había dicho que deseaba producir películas al igual que videojuegos con Digital Anvil. En 1999, Digital Anvil se encargó de los efectos visuales de la película Wing Commander, dirigida por Roberts mismo. No obstante, la película terminó siendo un fracaso tanto financiero como con la crítica.
El primer juego de Digital Anvil fue Starlancer, recibido relativamente bien por la crítica en el año 2000. El juego fue desarrollado en forma externa por Warthog, pero producido por los hermanos Roberts y con solo algunas contribuciones de Digital Anvil.
La compañía fue comprada por Microsoft, que poco tiempo después, vendió dos de los proyectos de Digital Anvil a Ubisoft. Roberts dejó la compañía luego de la adquisición, abandonando la posición de director de su ambicioso proyecto Freelancer, aunque si se mantuvo en el juego como consultor por un buen tiempo. El juego fue considerado como vaporware casi unánimemente debido a su prometida fecha de lanzamiento en 2001. El juego fue lanzado eventualmente en 2003 con características notoriamente diferentes a las de los planes originales, pero fue bien recibido en líneas generales.

### Point of No Return Entertainment/Ascendant Pictures
Luego de dejar Digital Anvil, Roberts fundó Point of No Return Entertainment, con la intención de producir películas, televisión y juegos. Sin embargo, ningún proyecto se materializó a partir de Point of No Return. Roberts fundó Ascendant Pictures en 2002 y fue productor de varias producciones de Hollywood, incluyendo la adaptación de 2004 de The Punisher, The Jacket y Lord of War.

### Cloud Imperium Games Corporation
En 2011, Chris Roberts fundó Cloud Imperium Games Co. para trabajar en un videojuego que será el sucesor a títulos creados anteriormente por él, como Wing Commander y Freelancer. Un sitio web promocional para este nuevo juego fue revelado el 10 de septiembre de 2012, bajo el título de Roberts Space Industries. A partir del 11 de septiembre se podía ingresar al sitio utilizando el código "42", el cual llevaba al usuario a una página con una larga nota de Chris Roberts para sus seguidores. También permitía al usuario crear una cuenta. Además, el sitio tenía un reloj que tenía una cuenta regresiva hasta las 10 AM del 10 de octubre de 2012, fecha en la cual Roberts anunció su nuevo juego, Star Citizen.

## Obras

### Películas[8][9]
| Título              | Año  | Crédito             | Distribuidor                 |
| ------------------- | ---- | ------------------- | ---------------------------- |
| Wing Commander      | 1999 | Director, Actor     | 20th Century Fox             |
| The Punisher        | 2004 | Productor Ejecutivo | Lionsgate Entertainment      |
| The Jacket          | 2005 | Productor Ejecutivo | Warner Independient Pictures |
| The Big White       | 2005 | Productor           | Momentum Pictures            |
| Lord of War         | 2005 | Productor           | Lionsgate Films              |
| Ask the Dust        | 2006 | Productor Ejecutivo | Paramount Classics           |
| Lucky Number Slevin | 2006 | Productor           | Metro Goldwyn Mayer          |
| Who's Your Caddy    | 2007 | Productor Ejecutivo | The Weinstein Company        |
| Outlander           | 2008 | Producer            | The Weinstein Company        |
| Black Water Transit | 2009 | Productor Ejecutivo | Capitol Films                |

### Videojuegos[8]
| Name                                                               | Year | Credited With                                      | Publisher              |
| ------------------------------------------------------------------ | ---- | -------------------------------------------------- | ---------------------- |
| King Kong                                                          | 1983 | Diseñador                                          | BBC Micro              |
| Match Day                                                          | 1985 | Diseñador (BBC Micro port)                         | Ocean Software         |
| Wizadore                                                           | 1985 | Diseñador                                          | Imagine Software       |
| Stryker's Run                                                      | 1986 | Diseñador, Artista, Programador                    | Superior Software      |
| Ultima V: Warriors of Destiny                                      | 1988 | Diseñador                                          | Origin Systems         |
| Times of Lore                                                      | 1988 | Director, Diseñador, Escritor, Programador, Tester | Origin Systems         |
| Bad Blood                                                          | 1990 | Director, Diseñador, Programador                   | Origin Systems         |
| Wing Commander                                                     | 1990 | Diseñador Líder, Productor, Programador            | Origin Systems         |
| Wing Commander: The Secret Missions                                | 1990 | Productor, Programador                             | Origin Systems         |
| Wing Commander: The Secret Missions 2: Crusade                     | 1991 | Productor, Programador                             | Origin Systems         |
| Wing Commander II: Vengeance of the Kilrathi                       | 1991 | Productor                                          | Origin Systems         |
| Wing Commander II: Vengeance of the Kilrathi: Special Operations 1 | 1991 | Director Creativo                                  | Origin Systems         |
| Wing Commander II: Vengeance of the Kilrathi: Special Operations 2 | 1992 | Director Creativo                                  | Origin Systems         |
| Strike Commander                                                   | 1993 | Director, Productor, Artista, Programador          | Origin Systems         |
| Strike Commander: Tactical Operations                              | 1993 | Productor                                          | Origin Systems         |
| Wing Commander: Privateer                                          | 1993 | Productor Ejecutivo                                | Origin Systems         |
| Wing Commander: Armada                                             | 1994 | Productor                                          | Origin Systems         |
| Wing Commander III: Heart of the Tiger                             | 1994 | Director, Productor, Escritor, Actor               | Origin Systems         |
| Wing Commander IV: The Price of Freedom                            | 1996 | Director, Productor Ejecutivo                      | Electronic Arts        |
| Starlancer                                                         | 2000 | Productor Ejecutivo                                | Microsoft              |
| Conquest: Frontier Wars                                            | 2001 | Productor, Escritor                                | Ubisoft                |
| Freelancer                                                         | 2003 | Concepto Original                                  | Microsoft Game Studios |
| Star Citizen                                                       | TBA  | Director, Productor, Programador                   | Cloud Imperium Games   |
| Squadron 42                                                        | 2026 | Director, Productor, Programador                   | Cloud Imperium Games   |